# (413) Edburga
(413) Edburga ist ein Asteroid des mittleren Hauptgürtels, der am 7. Januar 1896 vom deutschen Astronomen Max Wolf an seiner Privatsternwarte in Heidelberg bei einer Helligkeit von 12 mag entdeckt wurde.
Es ist kein Bezug dieses Namens zu einer Person oder einem Ereignis bekannt.

## Wissenschaftliche Auswertung
Aus Ergebnissen der IRAS Minor Planet Survey (IMPS) wurden 1992 erstmals Angaben zu Durchmesser und Albedo für zahlreiche Asteroiden abgeleitet, darunter auch (413) Edburga, für die damals Werte von 32,0 km bzw. 0,15 erhalten wurden. Eine Auswertung von Beobachtungen durch das Projekt NEOWISE im nahen Infrarot führte 2011 zu vorläufigen Werten für den Durchmesser und die Albedo im sichtbaren Bereich von 30,7 oder 40,1 km bzw. 0,16 oder 0,09. Nach neuen Messungen mit NEOWISE wurden die Werte 2014 auf 32,5 oder 34,2 km bzw. 0,14 oder 0,13 korrigiert. Nach der Reaktivierung von NEOWISE im Jahr 2013 und Registrierung neuer Daten wurden die Werte 2016 angegeben mit 26,0 km bzw. 0,27, diese Angaben beinhalten aber hohe Unsicherheiten.
Photometrische Messungen des Asteroiden fanden erstmals statt am 10. und 15. Oktober 1990 am La-Silla-Observatorium in Chile. Aus der aufgezeichneten Lichtkurve konnte nur eine Rotationsperiode von mindestens 9 h abgeleitet werden. Aus neuen Beobachtungen während acht Nächten vom 24. Mai bis 20. Juni 2010 am Palmer Divide Observatory (PDO) in Colorado konnte dann eine Rotationsperiode von 15,773 h bestimmt werden.
Eine Auswertung von archivierten Lichtkurven des United States Naval Observatory (USNO) in Arizona und der Catalina Sky Survey ermöglichte 2011 erstmals die Berechnung eines dreidimensionalen Gestaltmodells des Asteroiden für eine Rotationsachse mit retrograder Rotation und einer Periode von 15,7715 h, während weitere Messungen vom 14. bis 18. November 2011 am PDO das frühere Ergebnis mit einem abgeleiteten Wert für die Rotationsperiode von 15,78 h bestätigten.
Im Jahr 2021 wurde aus archivierten Daten und photometrischen Messungen von Gaia DR2 erneut ein dreidimensionales Gestaltmodell des Asteroiden für eine Rotationsachse mit retrograder Rotation und einer Periode von 15,77148 h berechnet. Zwischen 2012 und 2018 wurden mit der All-Sky Automated Survey for Supernovae (ASAS-SN) auch photometrische Daten von 20.000 Asteroiden aufgezeichnet. Auf mehr als 5000 davon konnte erfolgreich die Methode der konvexen Inversion angewendet werden, darunter auch (413) Edburga, für die in einer Untersuchung von 2021 ein verbessertes dreidimensionales Gestaltmodell für eine Rotationsachse mit retrograder Rotation und einer Periode von 15,7715 h berechnet wurde.
Aus archivierten Daten des Asteroid Terrestrial-impact Last Alert System (ATLAS) aus dem Zeitraum 2015 bis 2018 konnte in einer Untersuchung von 2022 mit der Methode der konvexen Inversion eine Rotationsperiode von 15,7716 h bestimmt werden. Im Jahr 2023 wurde aus photometrischen Messungen von Gaia DR3 erneut ein dreidimensionales Gestaltmodell des Asteroiden für eine Rotationsachse mit retrograder Rotation und einer Periode von 15,7717 h berechnet.